# 东北地理教本
《东北地理教本》，全称《南开中学东北地理教本》，是1931年南开大学东北研究会傅恩龄教授主导修编的一部关于中国东北地区地理的教材。《东北地理教本》因揭露了日本侵华的动机，被学界认为是1937年南开大学、南开中学遭到日军轰炸的原因之一。该教材一度失传，2015年南开大学津南校区启用时，随着一部分图书资料从八里台校区迁往南开大学津南校区图书馆，该书籍唯一存世的上下册被重新发现，并再次出版发行。

## 历史
1927年，南开大学社会经济研究委员会和南开大学东北研究会相继成立，南开大学的研究人员开始对中国的国情进行系统的普查。
1928年4月，傅恩龄陪同校长张伯苓到东北地区多地进行实地考察并获取了大量基础资料。同年夏，张伯苓派南开大学萧叔玉、蒋廷黻、杨石先、张仲述、李继侗、傅恩龄等多位学者到东北地区考察并搜集整理相关资料，进行学术研究。
1931年，在实地调研考察和研究的基础上，傅恩龄作为主编，修编了《东北地理教本》。《东北地理教本》因揭露了日本侵华的动机，被学界认为是1937年南开大学、南开中学遭到日军轰炸的原因之一。1933年6月，南开大学经济研究所收藏了《东北地理教本》上下册。
1936年，抗日战争前夕，校长张伯苓因担心南开大学遭到日军侵袭、对日军进行事先防范，将南开经济研究所十余年的积累的127箱、21000卷图书资料、调查研究材料也于日军炸毁南开大学前装箱南运，经香港、海防等地中转，耗时数年，最终于1940年运抵重庆。目前为一套存世的《东北地理教本》一同南迁。1945年南开大学复校后，辗转运回南开大学经济研究所。2015年，南开大学津南校区启用时，随着一部分图书资料从八里台校区迁往南开大学津南校区图书馆，该书籍的上下册被重新发现，并再次出版发行。

## 相关书目
- 傅恩龄. . 天津: 南开大学出版社. 2015-08-23. ISBN 9787310049196.